# Право на стрибок
«Право на стрибок» (рос. «Право на прыжок») — радянський художній фільм 1972 року режисера Валерія Кремньова. Прем'єра відбулася 30 квітня 1973 року. Прототипом головного героя — Віктора Мотиля — був Валерій Брумель, який брав участь у написанні сценарію.

## Сюжет
Рекордсмен зі стрибків у висоту Віктор Мотиль (Мартинов) має все — світову славу і кохану дівчину (Васильєва). Але одного разу він потрапляє в автомобільну катастрофу. Вердикт лікарів невтішний — завершення кар'єри. Але, всупереч порадам лікарів, він намагається повернутися у великий спорт. Випадок зводить Мотиля з хірургом експериментального методу Гараніним (Лев Круглий), який не гарантує успішний результат лікування. В цей час на перші ролі в збірній виходить інший молодий спортсмен — Валентин Гришанов. Разом з відновленим Мотилем вони їдуть на чемпіонат світу…

## У ролях
- Олександр Мартинов —  Віктор Мотиль
- Тетяна Васильєва —  Катя
- Володимир Заманський —  старий тренер
- Роман Громадський —  Сергій Княжин
- Лев Круглий —  Гаранін
- Юрій Соломін —  новий тренер
- Івар Калниньш —  Валентин Гришанов
- Ігор Кузнєцов —  Стіг Петерсон
- Зоя Ісаєва —  адміністратор в готелі
- Світлана Кетлерова —  дівчина в готелі
- Олена Максимова —  нянечка в лікарні
- Володимир Плотников —  «Щербатий», однокласник Мотиля
- Тетяна Єгорова —  журналістка, що бере у Мотиля інтерв'ю
- Харій Швейц —  Саня, метальник молота (озвучив   Юрій Волинцев)
- Ольга Матешко —  журналістка в червоній сукні
- Родіон Александров —  уболівальник на київському стадіоні

## Знімальна група
- Сценаристи:  Олександр Лапшин,  Валерій Брумель
- Режисер-постановник:  Валерій Кремньов
- Оператор:  Роман Веселер
- Художник-постановник:  Вадим Кислих
- Композитор:  Альфред Шнітке
- Диригент:
  -  Володимир Васильєв
  -  Георгій Гаранян
- Звукооператор:  Віктор Зорін